# Orgilonia vechti
Orgilonia vechti är en stekelart som beskrevs av Van Achterberg 1987. Orgilonia vechti ingår i släktet Orgilonia och familjen bracksteklar. Inga underarter finns listade i Catalogue of Life.